# Копчёное мясо

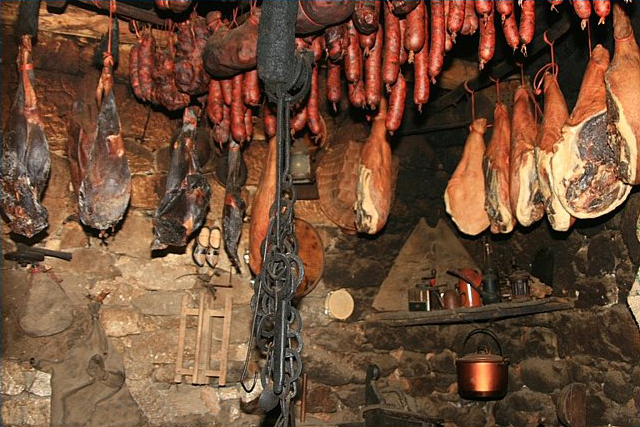
Копчёности

Копчёное мясо является результатом метода приготовления красного мяса, белого мяса и морепродуктов, зародившегося в эпоху палеолита. Копчение придает аромат, улучшает внешний вид мяса благодаря реакции Майяра, а в сочетании с вялением сохраняет мясо. Когда мясо вяленое, а затем идёт процесс холодного копчения, дым добавляет фенолы и другие химические вещества, которые оказывают противомикробное действие на мясо. Горячее копчение оказывает меньшее влияние на сохранность и в основном используется для вкуса и для медленного приготовления мяса. Интерес к барбекю и копчению растёт во всём мире.

## Копчение дровами

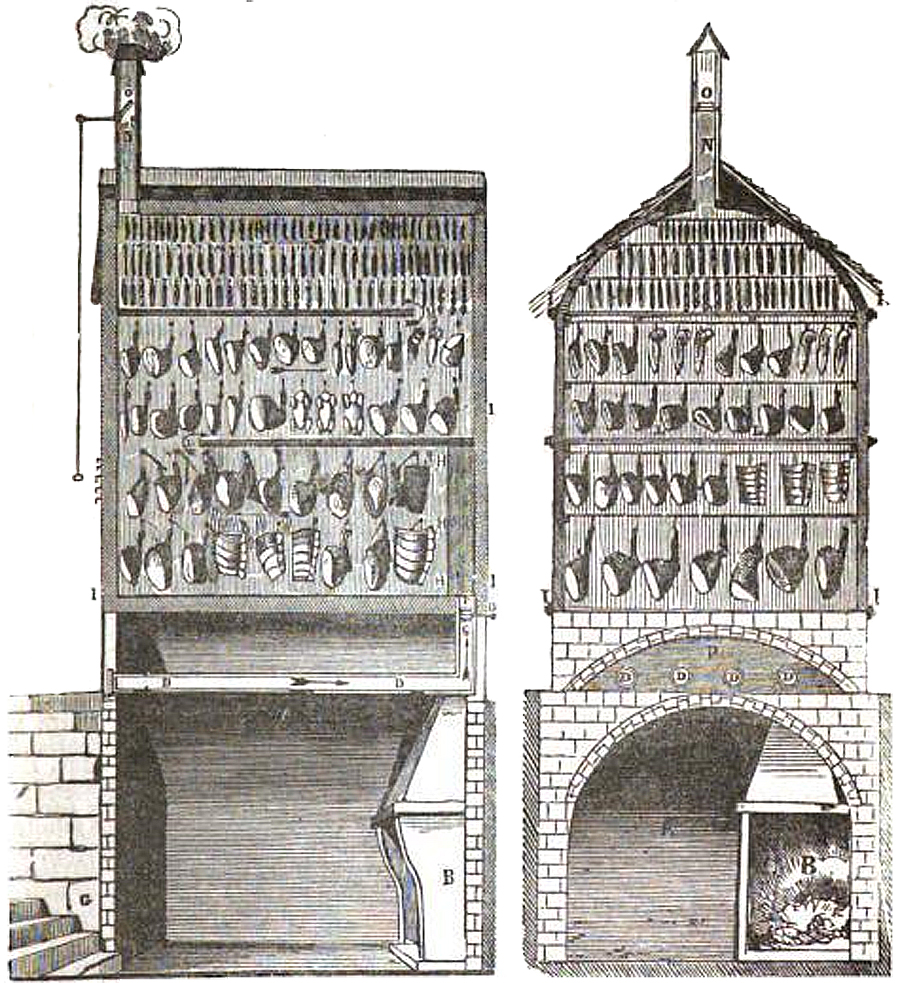
Схема коптильни XVII века для производства копчёного мяса

Как правило, мясо коптят с использованием твёрдых пород древесины или древесных гранул, изготовленных из твёрдых пород древесины, хвойные породы не рекомендуются из-за повышенного содержания ПАУ в смоле. Древесный дым придаёт вкус, аромат и способствует сохранению. Существует два вида копчения: холодное копчение обычно происходит при температуре ниже 90 °F (32 °C) и имеет большую консервирующую ценность. Горячее копчение обычно происходит при температуре выше 160 °F (71 °C). Большинство пород древесины высушены и не используются в живом виде. Для копчения используется много видов древесины; неполный список включает:
- Древесина с мягким ароматом: ольха, яблоко, абрикос, ясень, берёза, вишня, клён, персик, груша.
- Древесина со средним ароматом: миндаль, гикори, пекан, дуб, литокарпус.
- Древесина с сильным ароматом: акация, чёрный орех, арония, виноградная лоза, прозопис.
- Другая древесина и органические вещества: авокадо, лавр, бук, орех, морковное дерево, камфора, кастанопсис, каштан, цитрусовые деревья, тополь, яблоня, фига, гуава, эвкалипт, каркас, сирень, земляничное дерево, шелковица, олива, торф, слива, пимента, чай и ива.

## Типы

### Копчение африканской рыбы

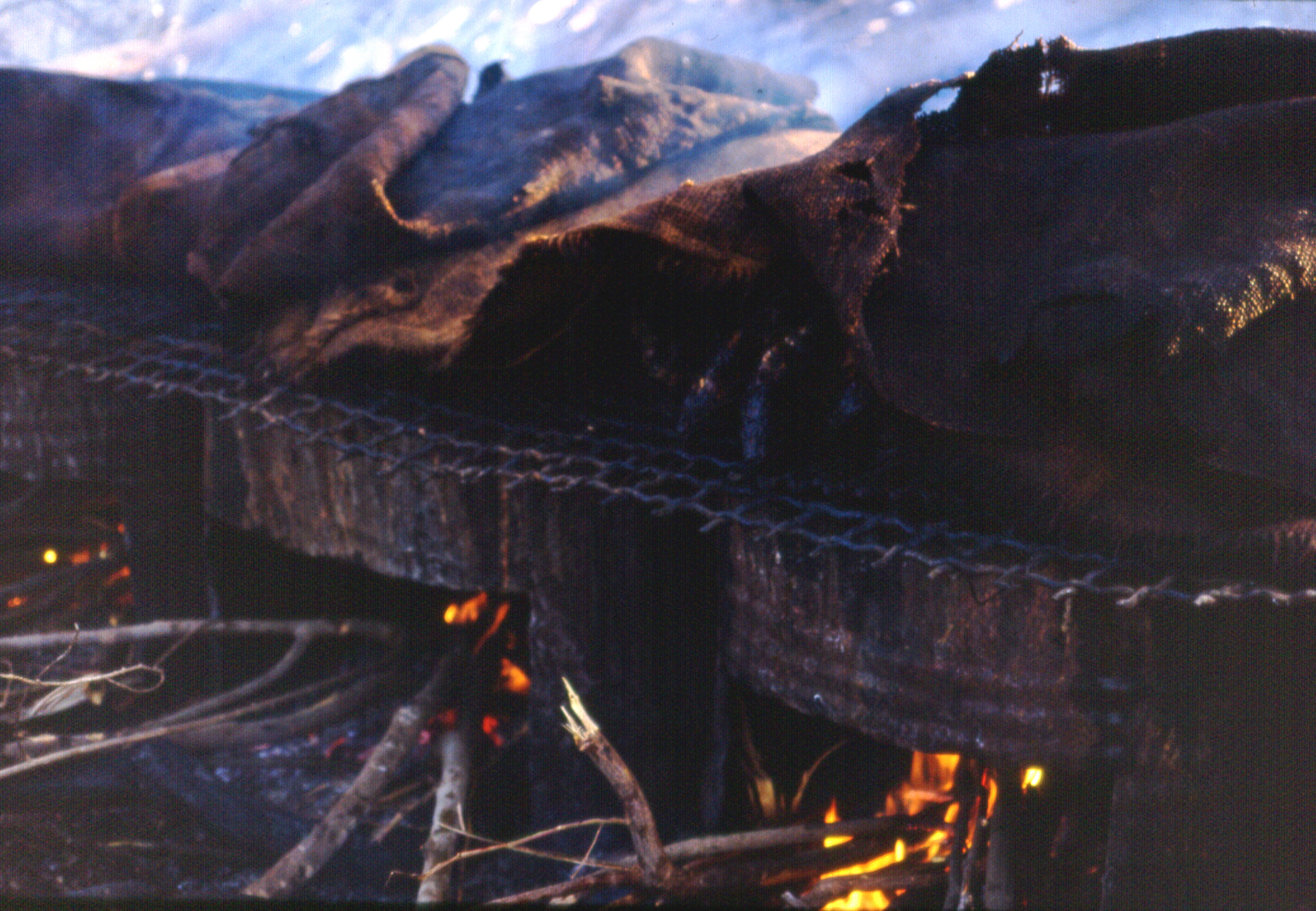
Копчение рыбы недалеко от Дакара, Сенегал

Около 80 % всей рыбы, выловленной в большинстве африканских стран, коптится. Традиционно обработкой и копчением рыбы занимались женщины. Основным методом копчения является горячее копчение, так как аромат от горячего копчения предпочитаем местными потребителями. Традиционные методы копчения включают использование бамбуковых подставок над дымными кострами, глинобитных печей и размещение рыбы непосредственно на тлеющих деревьях и травах. Современные методы копчения включают использование переоборудованных масляных бочек, кирпичных печей и печей чоркор.

### Американское барбекю (копчёное)

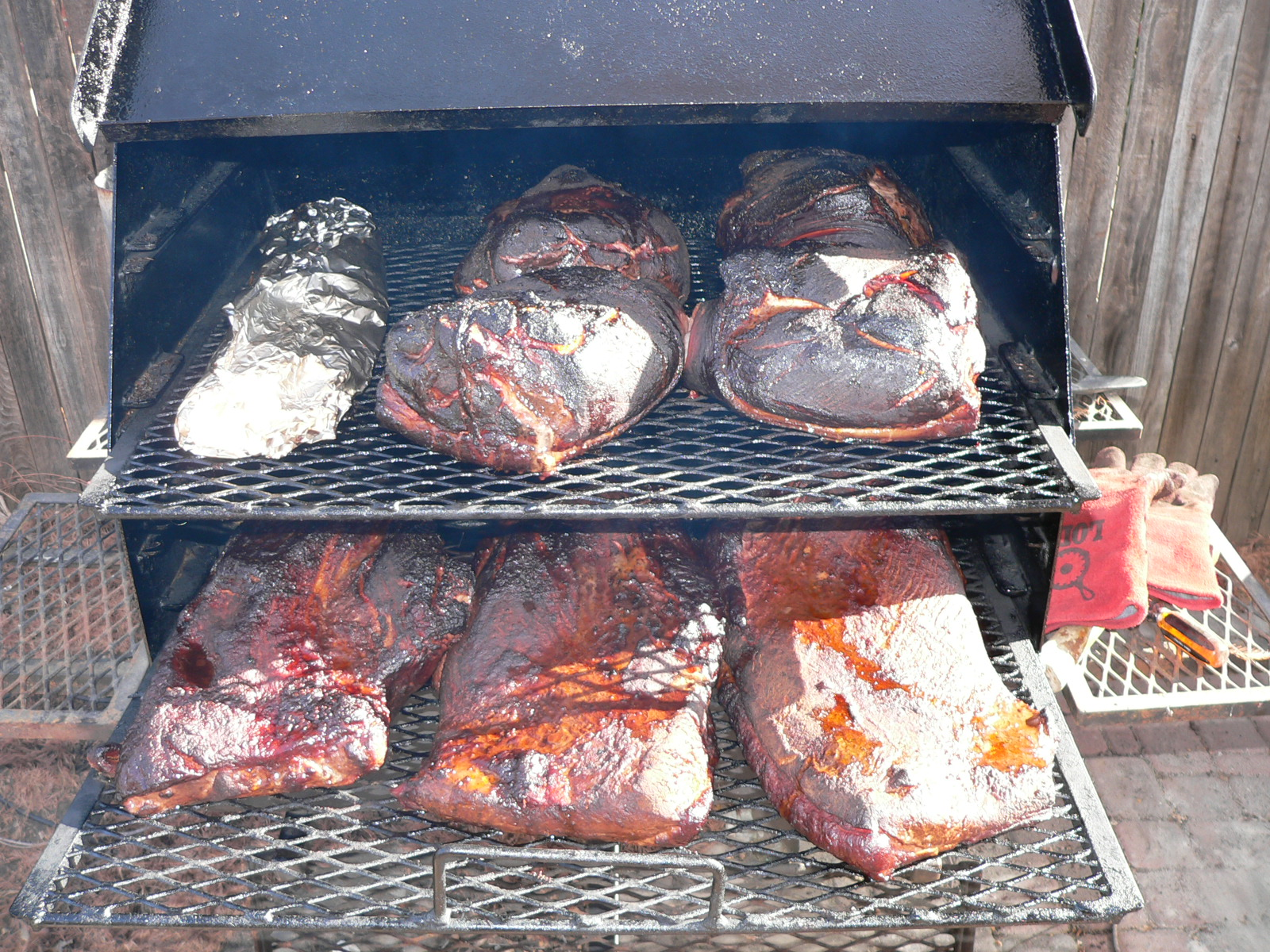
Американское барбекю

Корни американского барбекю начинаются с коренных американцев, которые коптили рыбу и дичь, чтобы сохранить пищу для более скудных времен. Когда европейцы впервые прибыли в Северную Америку, они привезли с собой методы копчения из Европы и Центральной Азии и объединили их с методами коренных американцев. Американское барбекю имеет явные региональные различия: стиль Пьемонта в Северной Каролине — это свиная лопатка с соусом на основе уксуса и кетчупа; Восточный стиль — это целая свинья с соусом на основе уксуса и перца; Южная Каролина — это целая свинья или лопатка с соусом на основе горчицы; Западный Теннесси и Мемфис славятся своими сухими рублёными рёбрышками, но также доступны и другие; Кентукки известен своей бараниной, свиной лопаткой и целой свининой, которые также очень популярны; барбекю в Канзас-Сити больше связано с соусом, часто используемым с копченой свининой, бараниной, курицей, говядиной и индейкой. Говяжьи ребрышки, копчёная колбаса, грудинка — распространенное мясо в Техасе.

### Бекон

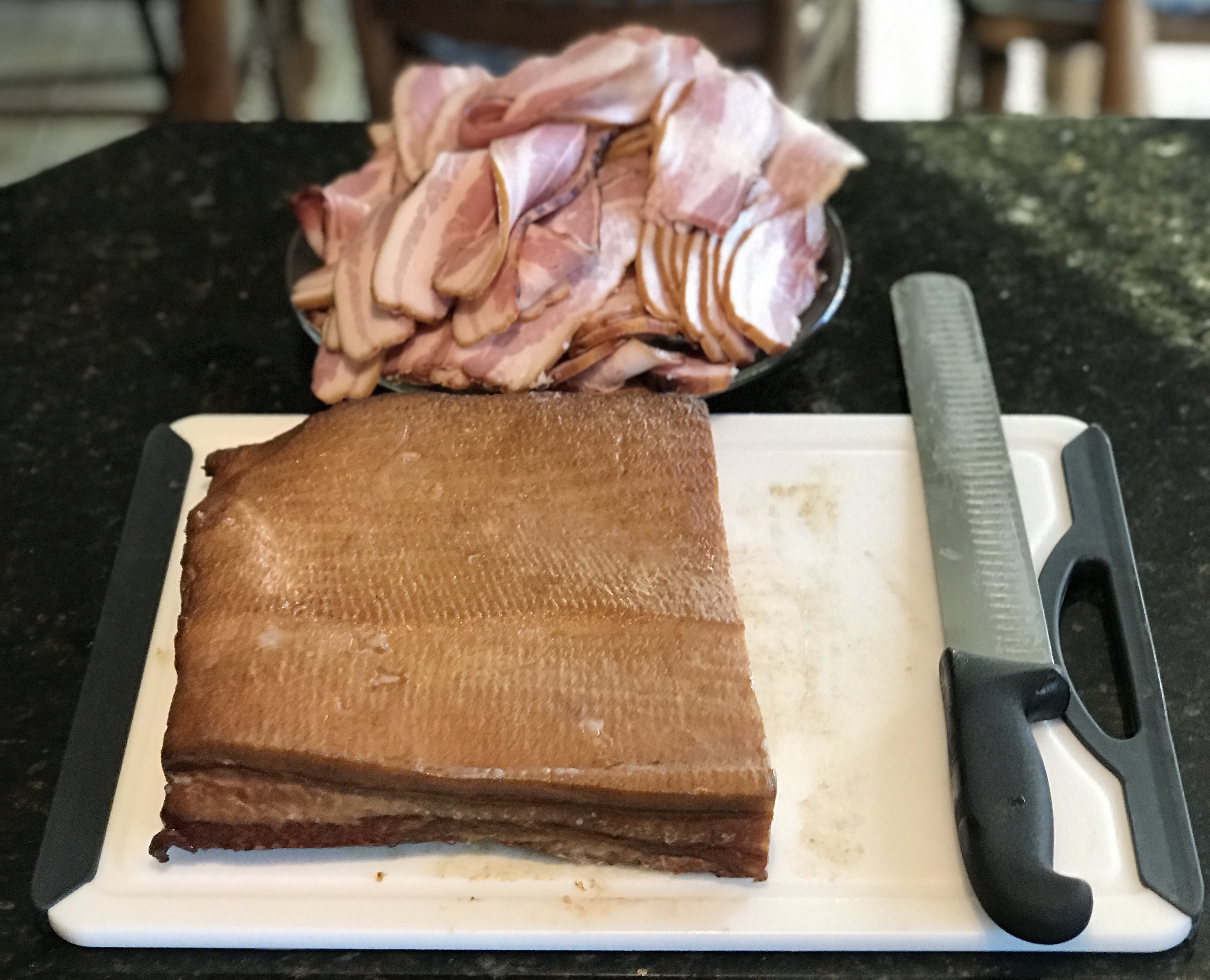
Американский «полосатый» бекон

Бекон произошёл от petaso, римской версии того, что сейчас называется беконом. Этимология слова бекон имеет четыре варианта; французское слово bacon, немецкое слово bahho, старое нижнефранконское слово baken и общегерманское слово bakkon. Джон Харрис из Кална, Англия, был первым, кто начал коммерциализировать производство бекона в 1770-х годах. Бекон — это в основном свинина, в зависимости от вида; он может быть из брюха, спины, поясницы или бока. Приготовление бекона зависит от типа, но большинство из них включает в себя вяление и копчение. Некоторые виды бекона включают американский (он же боковой бекон или полосатый бекон), бакборд (плечевой бекон), канадский (спинной бекон), британский и ирландский (рашер), австралийский (средний бекон), итальянский (панчетта), венгерский (szalonna), немецкий (speck), японский (beikon) и словацкий (oravská). Бекон также может быть изготовлен из говядины, баранины и дичи.

### Деревенская ветчина

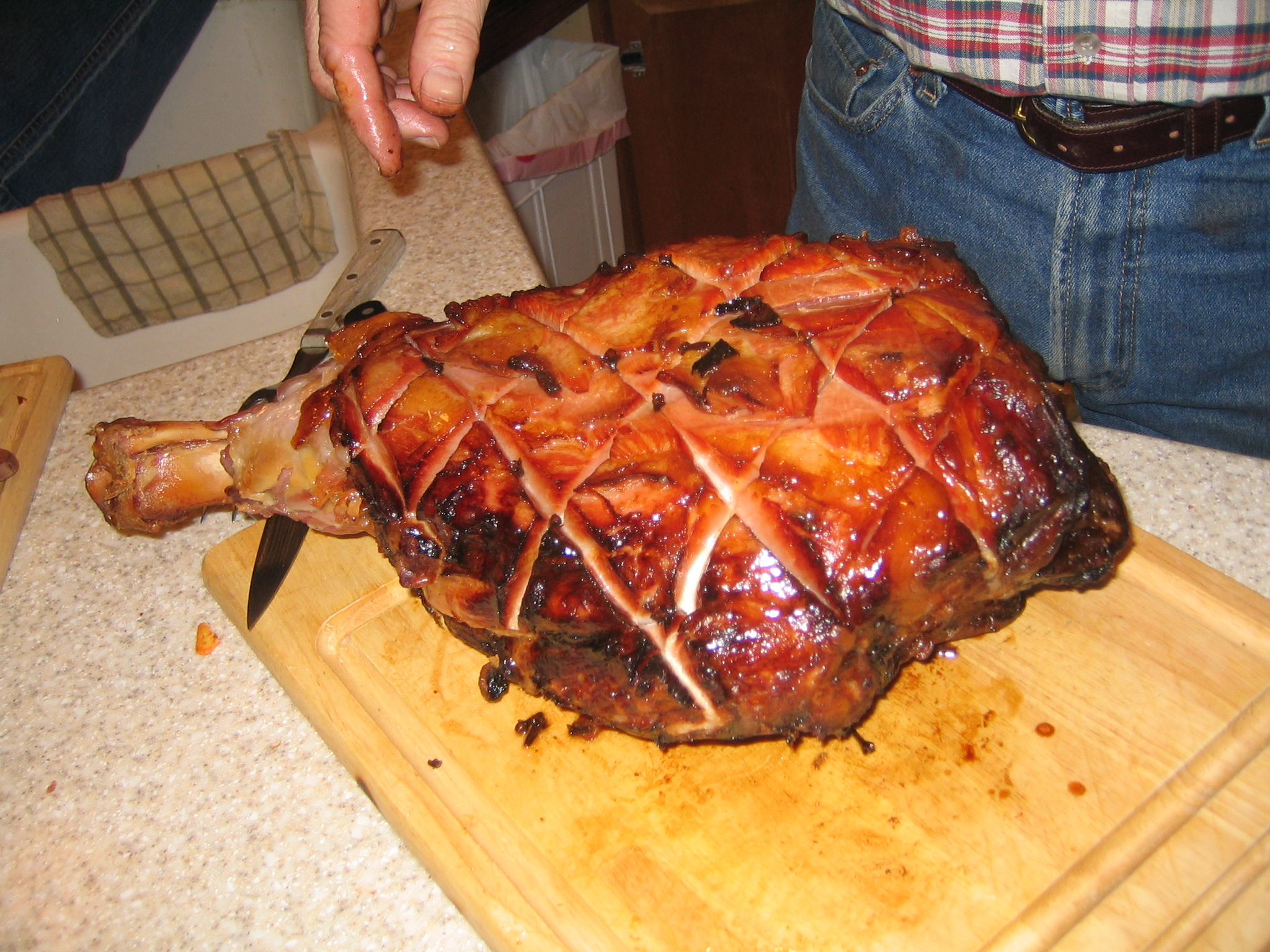
Деревенская ветчина

Деревенская ветчина — популярная ветчина, первоначально разработанная американскими колонистами, которые переняли традиционные методы копчения рыбы коренных американцев и использовали их для приготовления свинины. Деревенскую ветчину традиционно изготавливали на юго-востоке Америки от Виргинии до Миссури. Большинство деревенских окороков обрезают, заворачивают, вялят в соли, сахаре, перце и различных специях. В наше время в некоторые препараты добавляют нитраты для обеспечения безопасности пищевых продуктов. После отверждения окорока коптят не менее 12 часов, затем подвешивают для просушки на 9-12 месяцев. Некоторые традиционные процессы могут занять годы от отверждения до готовности к употреблению.

### Финдонская пикша

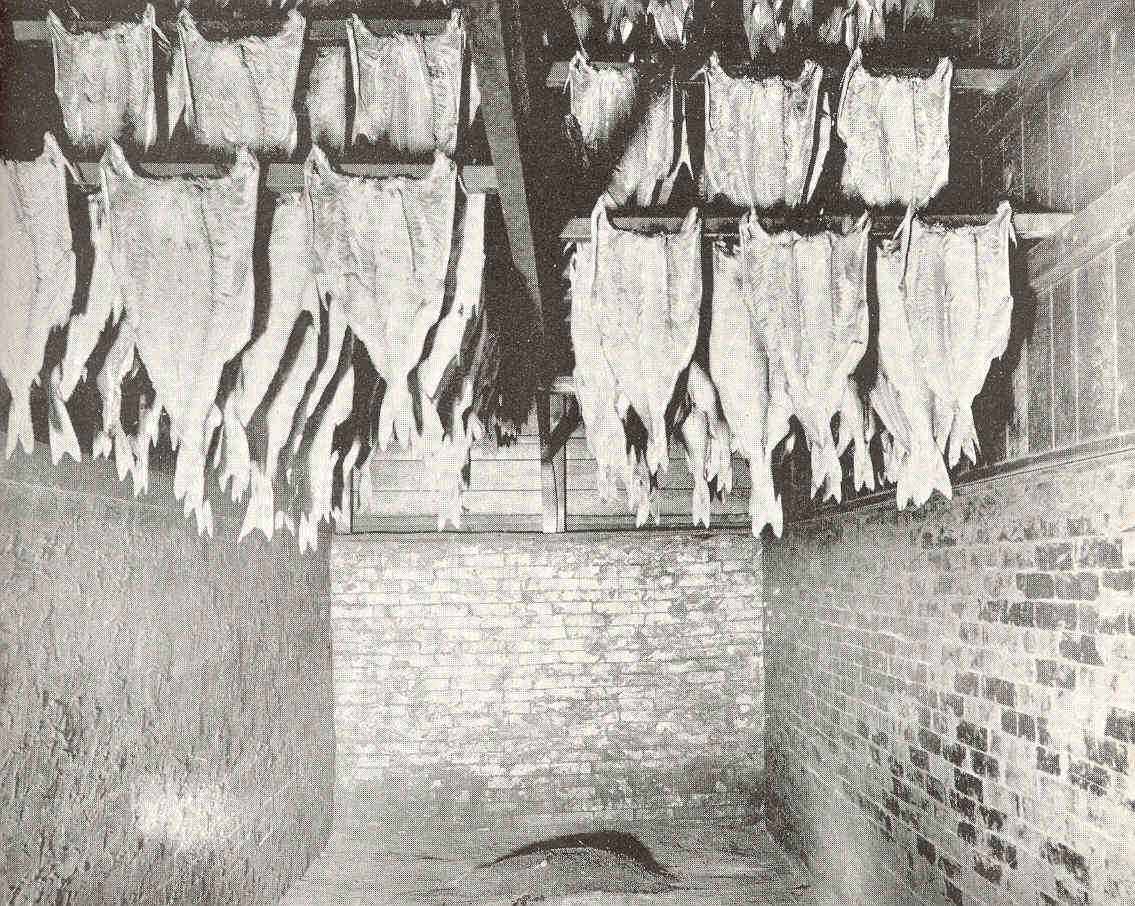
Копчёная финдонская пикша

Финдонская пикша — это пикша холодного копчения, которая возникла в средневековые времена в шотландской деревне Финдон. Традиционно пикшу коптят на зеленых дровах и торфе. Копчёная финдонская пикша имеет цвет соломы, новые коммерческие методы сушки без дыма дают золотистый или жёлтый цвет. До 1800-х годов, когда было налажено регулярное железнодорожное сообщение, финдонская пикша оставалась местным блюдом, теперь её можно найти на рынках по всему миру.

### Кацуобуси

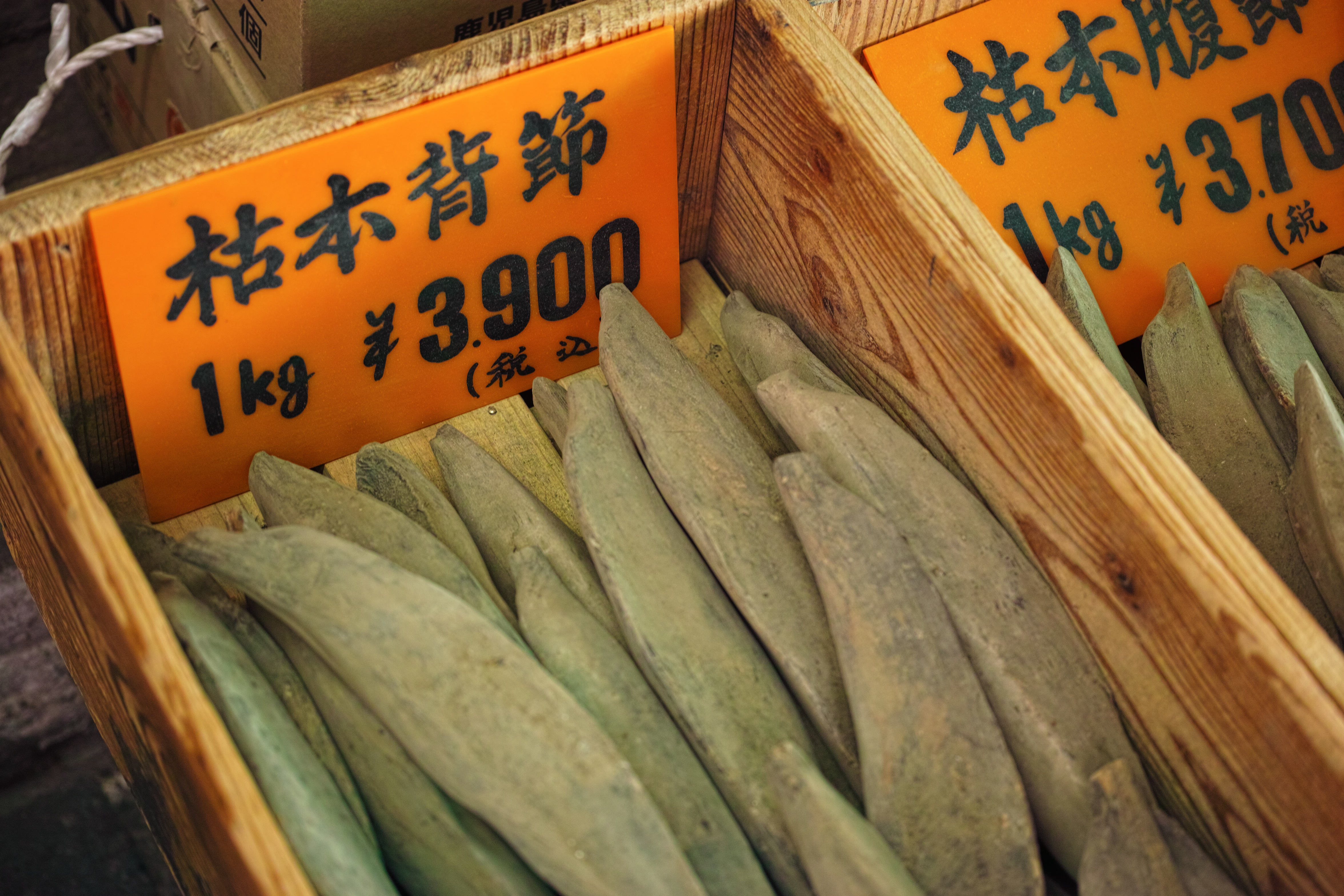
Кацуобуси

Кацуобуси является ключевым ингредиентом умами в японской кухне, и хлопья бонито входят в число его многочисленных применений. Кацуобуси готовят из полосатого тунца, который промывают, нарезают на четыре части с помощью древесины дуба, пасании или кастанопсиса и многократно охлаждают в течение месяца. Некоторые производители опрыскивают рыбу Aspergillus glaucus, чтобы способствовать дальнейшей сушке. Через 1-24 месяца рыба станет katsu (твёрдой) и пригодной к употреблению. Чтобы приготовить хлопья бонито, их очень тонко нарезают с помощью тёрки кацуобуси.

### Пастрома

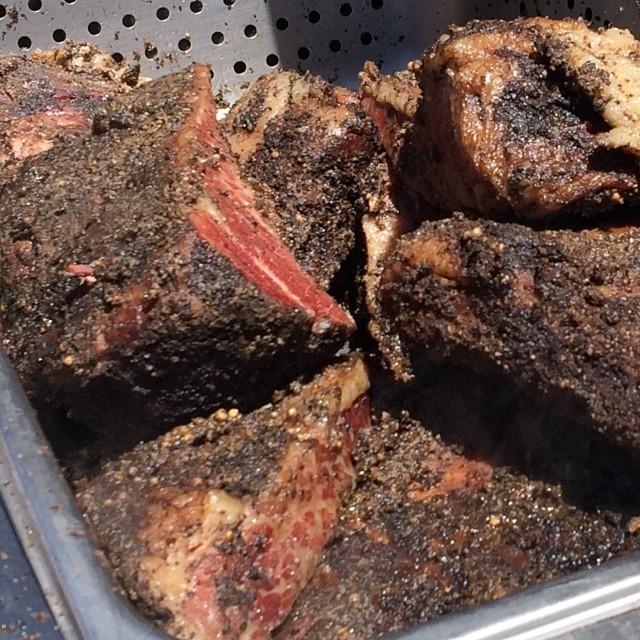
Пастрома

Пастрому чаще всего готовят из говяжьей грудинки; его можно приготовить из других кусков говядины. Мясо вялится в рассоле (чаще всего в сухом виде), после вяления обваливается в специях и коптится. Копчение может производиться как холодным, так и горячим копчением. Пастрома произошла от тюрок-гуннов, которые размягчали и сушили мясо под сёдлами. Армяне увидели, что сделали гунны, и создали бастурму, которая представляла собой приправленное специями и вяленое мясо. Румыны первыми начали засаливать, приправлять и коптить говядину и создали то, что сейчас называется пастрома. Когда румынские евреи иммигрировали в Соединенные Штаты, Канаду и Великобританию в конце 1800-х годов, они принесли с собой эту традицию пастромы. Румыны, иммигрировавшие в Соединенные Штаты, в основном поселились в районе Нью-Йорка и создали классическую нью-йоркскую пастрому. Те, кто иммигрировал в Канаду, в основном поселились в Монреале, использовали другую технику засаливания и специи и называли это копчёным мясом. Пастрома до сих пор производится в Юго-Западной Азии и на Ближнем Востоке и называется пастирма, бастерма или бастурма. Хотя обычно его готовят из говядины, в других регионах его можно приготовить из баранины, козлятины, буйвола и верблюда. Солонина или солёная говядина использует аналогичный рассол и специи, но не коптится.

### Копчёная утка

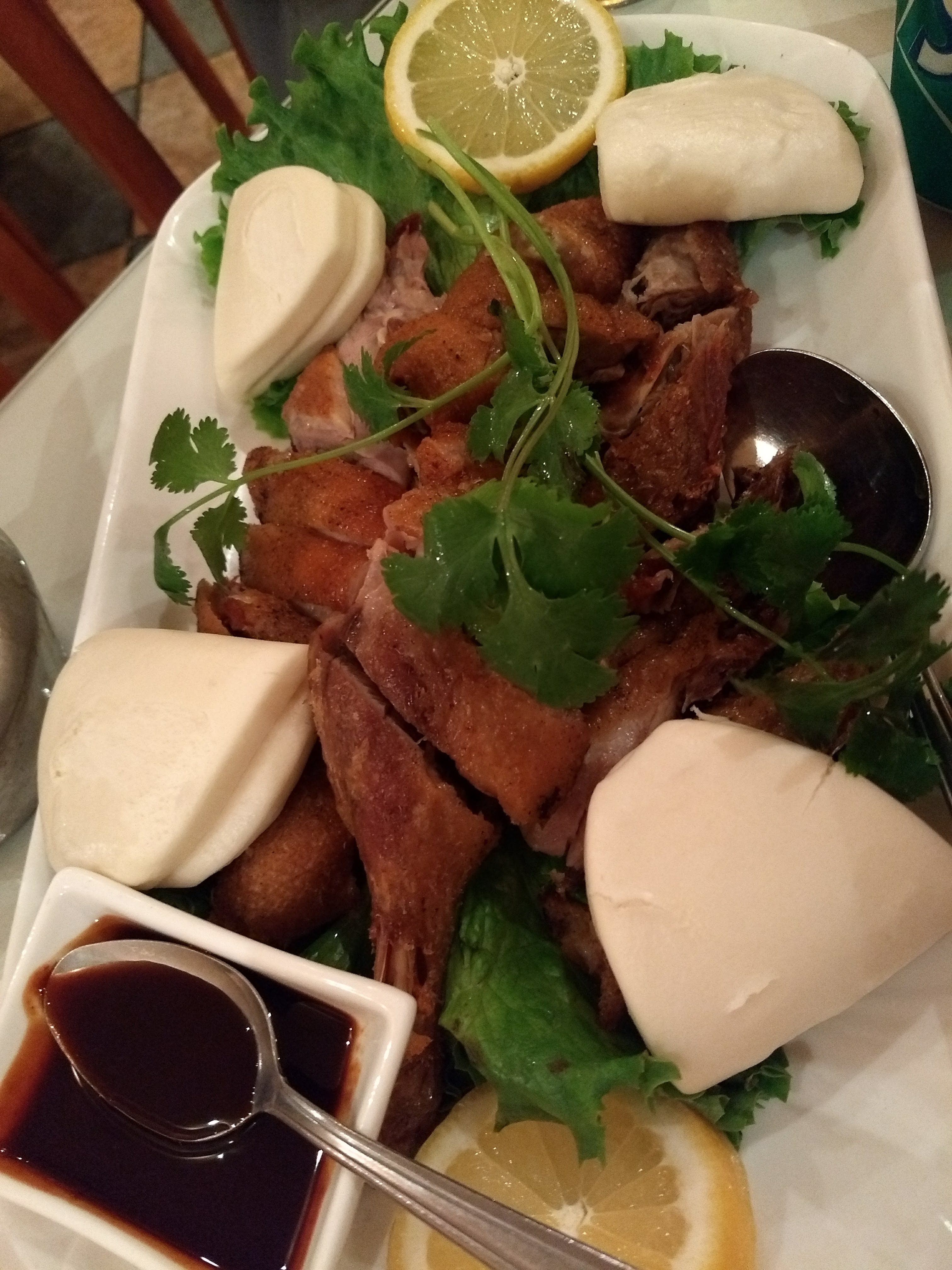
Копчёная утка

Утка Чжанча — это блюдо из провинции Сычуань на юго-западе Китая, приготовленное из утки Чэнду Ма. Утка маринуется в солёном растворе, затем коптится с камфорой и чайными листьями. После копчения утку обжаривают во фритюре, отделяют от костей и подают с рисом.

## Проблемы со здоровьем
Одно исследование показало связь между частотой употребления копчёных продуктов и раком кишечника. Тем не менее, исследование было ограничено небольшой словенской популяцией в Венгрии, где местный процесс копчения приводит к выбросу загрязняющих веществ примерно в восемь раз выше, чем стандартные процессы в других местах. Копчёное мясо может способствовать росту бактерий Listeria. Listeria monocytogenes также может вызывать серьезную неонатальную инфекцию и может передаваться от матери к ребенку до или после рождения. Инфекция может нанести серьезный вред или даже привести к детской смерти. Не рекомендуется использовать мягкую древесину, поскольку смолы в хвойной древесине увеличивают концентрацию полициклических ароматических углеводородов (ПАУ), которые являются известными канцерогенами.